# Skoki narciarskie na Mistrzostwach Świata w Narciarstwie Klasycznym 1970
Skoki narciarskie na Mistrzostwach Świata w Narciarstwie Klasycznym 1970 – zawody w skokach narciarskich przeprowadzone pomiędzy 14 a 22 lutego 1970 na skoczniach w Szczyrbskim Jeziorze w ramach Mistrzostw Świata w Narciarstwie Klasycznym 1970 w Wysokich Tatrach.
Po raz trzeci rozegrano dwie indywidualne konkurencje w skokach narciarskich – na obiekcie dużym i normalnym. Dodatkowo w ostatnim dniu trwania mistrzostw rozegrano nieoficjalny konkurs drużynowy, który pełnił rolę konkurencji pokazowej.
Dwukrotnym mistrzem świata został reprezentant Związku Radzieckiego – Garij Napałkow. Po raz drugi w historii jeden zawodnik zwyciężył w konkursach skoków na obu skoczniach w trakcie trwania jednych mistrzostw świata. Srebrne medale zdobyli: Yukio Kasaya na skoczni normalnej i Jiří Raška na dużej, a brązowe – Lars Grini na skoczni normalnej i Stanisław Gąsienica-Daniel na dużej.
Konkursy w 1970 były osiemnastą edycją mistrzostw świata w narciarstwie klasycznym, a po raz trzeci (po 1925 i 1935 roku) zorganizowano je na terenie Czechosłowacji.

## Przed mistrzostwami

### Organizacja

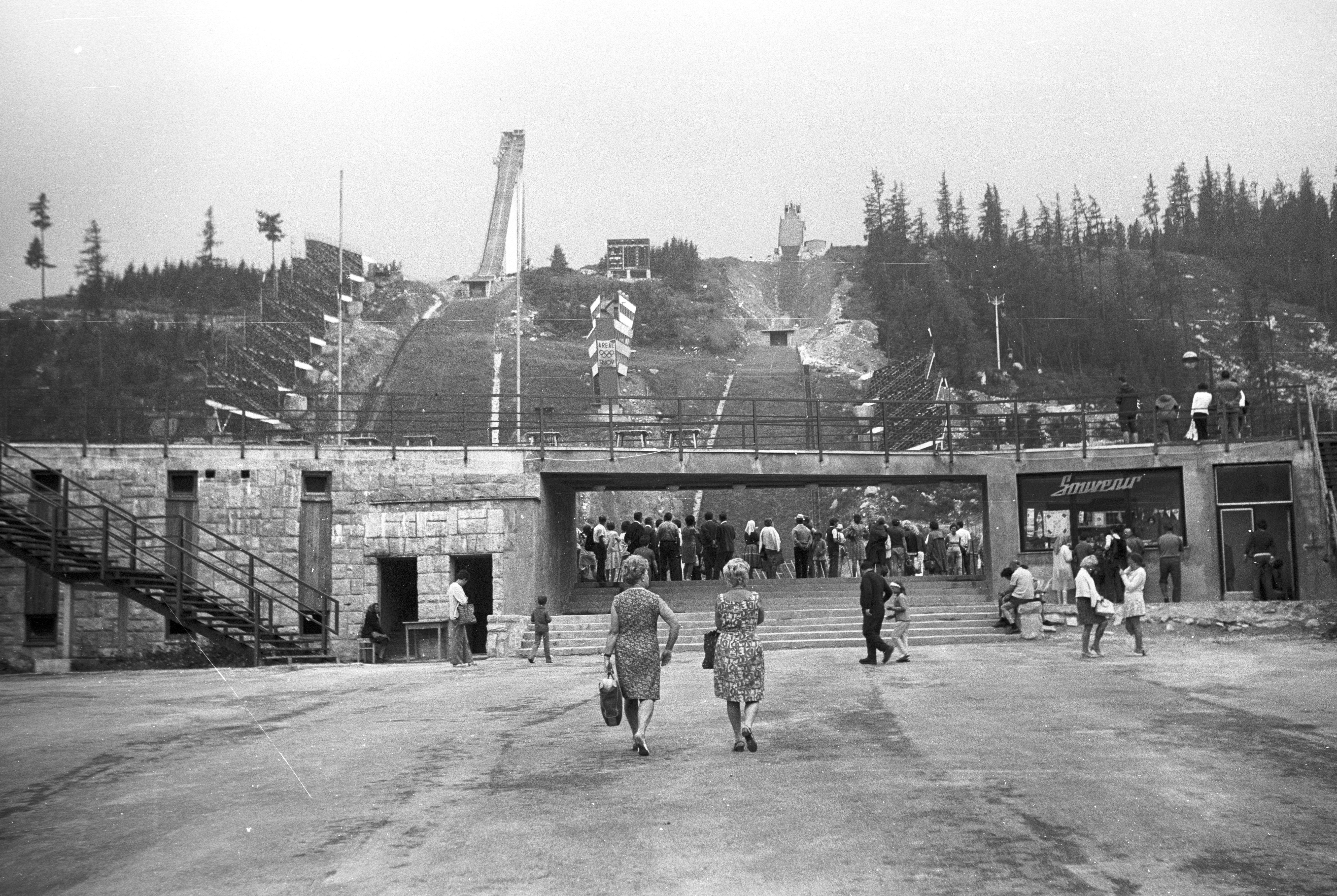
Kompleks skoczni narciarskich MS 1970 w Szczyrbskim Jeziorze (zdjęcie z 1971)

Po raz trzeci w historii organizację mistrzostw świata w narciarstwie klasycznym powierzono Czechosłowacji. Drugi raz, po 1935, zawody zorganizowano w Wysokich Tatrach. Skocznia narciarska, na której zawodnicy rywalizowali w 1935, tj. Jarolímek, w 1962 została zburzona, a w jej miejsce w latach 1968–1969 w Szczyrbskim Jeziorze powstał nowy kompleks skoczni MS 1970, przygotowanych specjalnie z okazji mistrzostw świata. Zmodernizowane zostały także trasy biegowe oraz od nowa utworzona została cała okoliczna infrastruktura. Dodatkowo, w związku z organizacją mistrzostw, unowocześniona i zelektryfikowana została kolej zębata, zastępując dotychczas funkcjonującą kolej parową. Wszystkie te działania sprawiły, że Wysokie Tatry stały się wówczas najbardziej nowoczesnym ośrodkiem narciarskim w Europie Środkowej.
Przewodniczącym komitetu organizacyjnego MŚ 1970 w Wysokich Tatrach był Jozef Lukáč, a wiceprzewodniczącym – Ladislav Harvan. Podczas konkursów w skokach narciarskich delegatem technicznym z ramienia Międzynarodowej Federacji Narciarskiej (FIS) był Anatolij Akientjew.
Podczas zawodów na trybunach zasiadali zaproszeni członkowie delegacji partyjnych i rządowych, w tym prezydent Czechosłowacji – Ludvík Svoboda, premier – Lubomír Štrougal i przywódca Komunistycznej Partii Czechosłowacji – Gustáv Husák, a także prezydent Międzynarodowej Federacji Narciarskiej – Marc Hodler.

### Faworyci

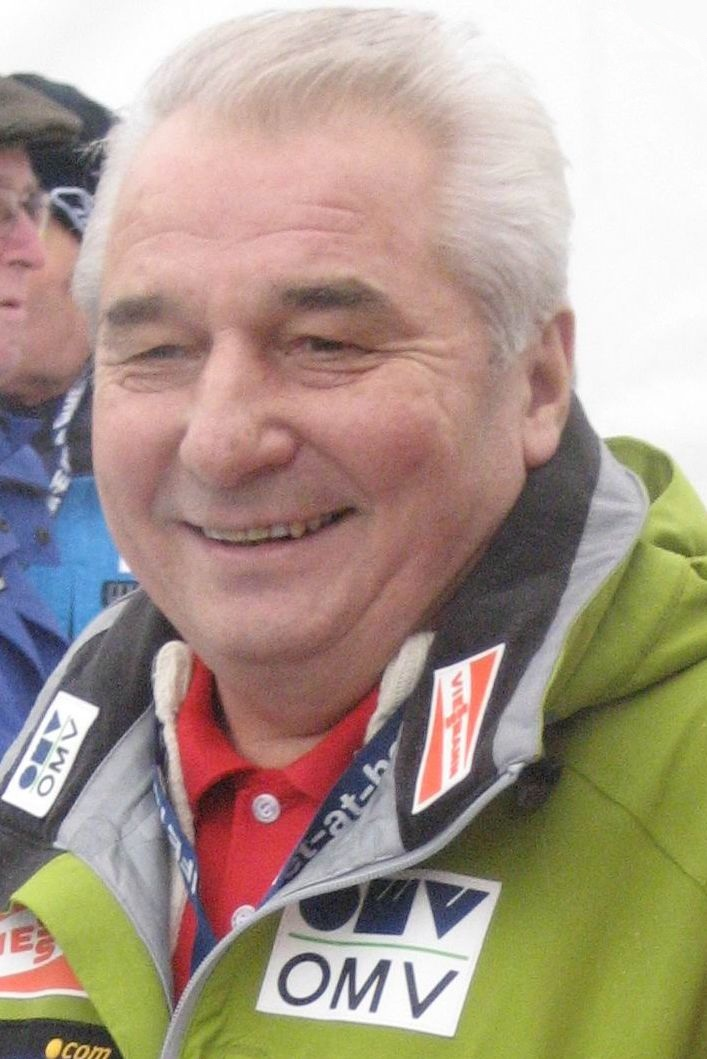
Jiří Raška – mistrz i wicemistrz olimpijski z Grenoble (zdjęcie z 2008)

Podczas poprzedniej edycji mistrzostw świata w narciarstwie klasycznym, która odbyła się w 1966 w Oslo, zawody na obu skoczniach (normalnej i dużej) wygrał Bjørn Wirkola. Była to pierwsza sytuacja w historii, w której w obu konkursach mistrzostw świata zwyciężył ten sam skoczek. W zorganizowanych dwa lata później zawodach olimpijskich w Grenoble zwyciężyli Jiří Raška na skoczni normalnej i Władimir Biełousow na skoczni dużej.
Na przełomie 1969 i 1970 odbył się 18. Turniej Czterech Skoczni. Konkursy tradycyjnie rozegrano na skoczniach w Oberstdorfie, Garmisch-Partenkirchen, Innsbrucku i Bischofshofen. Zwycięstwa w poszczególnych konkursach odnieśli kolejno: Garij Napałkow, Jiří Raška, Bjørn Wirkola i ponownie Raška. Mimo braku zwycięstwa w którymkolwiek z konkursów, triumf w klasyfikacji łącznej odniósł Horst Queck, który o 2,8 punktu wyprzedził Wirkolę.
Queck zwyciężył także w rozegranej w styczniu szóstej edycji Pucharu Przyjaźni, w którym uczestniczyli skoczkowie z Niemiec Wschodnich, Czechosłowacji i Polski. Reprezentant NRD wygrał wszystkie trzy konkursy – w Oberhofie, Klingenthal i Brotterode.
Tuż przed rozpoczęciem mistrzostw świata w Wysokich Tatrach, 1 lutego przeprowadzone zostały zawody w skokach narciarskich na mistrzostwach Europy juniorów w narciarstwie klasycznym w austriackim Gosau. W zawodach zwyciężył Bernd Eckstein, srebrny medal zdobył Odd Grette, a brązowy – Bernd Hoddow. Jeden ze skoczków startujących w mistrzostwach Europy juniorów – Gyula Molnár (szóste miejsce w konkursie) – wystąpił także w mistrzostwach w Wysokich Tatrach.
Bezpośrednio przed zawodami w roli faworytów do zwycięstwa wymieniano nazwiska skoczków reprezentujących Związek Radziecki, w tym zwłaszcza Władimira Biełousowa i Garija Napałkowa, Niemcy Wschodnie, w tym zwłaszcza Horsta Quecka, a także reprezentantów Norwegii – Bjørna Wirkolę i Czechosłowacji – Jiříego Raškę.

## Zasady
W dniu zawodów skoczkowie oddawali po trzy skoki, z czego pierwszy miał charakter serii próbnej, a dwa kolejne zaliczane były do rywalizacji konkursowej. Każdy skok konkursowy oceniany był przez pięciu sędziów powołanych przez Międzynarodową Federacją Narciarską. Sędziowie wystawiali noty za styl lotu i lądowania – każdy z nich mógł przyznać skoczkowi maksymalnie 20 punktów. Do noty punktowej zawodnika wliczana była nota za odległość, która naliczana była względem punktu konstrukcyjnego skoczni, a także nota za styl, na które składały się trzy z pięciu not sędziowskich (poza dwiema notami skrajnymi).

## Skocznie
Obiekty w Szczyrbskim Jeziorze, na których przeprowadzono konkursy mistrzostw świata, wybudowane specjalnie na tę imprezę, nazwano MS 1970 właśnie z uwagi na organizację zawodów w Wysokich Tatrach. Punkt konstrukcyjny skoczni dużej umieszczony był na 90. metrze, a normalnej – na 70. metrze.
| Zdjęcie   | Nazwa skoczni | Miejscowość         | Punkt konstrukcyjny | Rekord skoczni | Rekord skoczni | Rekord skoczni |
| --------- | ------------- | ------------------- | ------------------- | -------------- | -------------- | -------------- |
|           | MS 1970 A     | Szczyrbskie Jezioro | K-90                | 95,0 m         | Josef Kraus    | 1969           |
| MS 1970 B | K-70          | Szczyrbskie Jezioro | brak danych         | brak danych    | brak danych    |                |

## Medaliści

### Konkurs indywidualny na skoczni K-70 (14.02.1970)
| Medal | Imię i nazwisko | Skok 1           | Skok 2           | Noty za styl A • B • C • D • E                                    | Nota łączna | Strata  |
| ----- | --------------- | ---------------- | ---------------- | ----------------------------------------------------------------- | ----------- | ------- |
|       | Garij Napałkow  | 78,5 m 115,4 pkt | 84,0 m 125,2 pkt | 17,5 • 17,5 • 17,0 • 18,0 • 18,0 • 18,0 • 18,0 • 18,5 • 18,0      | 240,6 pkt   | –       |
|       | Yukio Kasaya    | 84,5 m 122,0 pkt | 79,0 m 115,7 pkt | 17,0 • 16,0 • 16,5 • 17,5 • 16,5 17,5 • 17,5 • 17,5 • 17,5 • 17,0 | 237,7 pkt   | 2,9 pkt |
|       | Lars Grini      | 81,0 m 118,4 pkt | 81,5 m 116,2 pkt | 17,5 • 17,5 • 18,0 • 17,0 • 17,0 17,0 • 14,5 • 16,0 • 17,5 • 16,0 | 234,6 pkt   | 6,0 pkt |

### Konkurs indywidualny na skoczni K-90 (21.02.1970)
| Medal | Imię i nazwisko            | Skok 1          | Skok 2            | Noty za styl A • B • C • D • E                                    | Nota łączna | Strata   |
| ----- | -------------------------- | --------------- | ----------------- | ----------------------------------------------------------------- | ----------- | -------- |
|       | Garij Napałkow             | 91,0 m 98,3 pkt | 109,5 m 127,7 pkt | 16,0 • 16,5 • 16,5 • 16,5 • 16,5 • 18,5 • 18,0 • 17,5 • 17,5      | 226,0 pkt   | –        |
|       | Jiří Raška                 | 91,0 m 99,8 pkt | 99,0 m 112,5 pkt  | 17,5 • 17,0 • 17,0 • 17,0 • 17,0 17,0 • 18,0 • 17,5 • 18,0 • 17,0 | 212,3 pkt   | 13,7 pkt |
|       | Stanisław Gąsienica-Daniel | 92,0 m 99,7 pkt | 100,5 m 112,1 pkt | 16,0 • 16,5 • 16,5 • 16,5 • 17,0 16,5 • 16,5 • 17,0 • 16,5 • 17,0 | 211,8 pkt   | 14,2 pkt |

### Klasyfikacja medalowa
| Miejsce | Reprezentacja  | Złoto | Srebro | Brąz | Razem |
| ------- | -------------- | ----- | ------ | ---- | ----- |
| 1       | ZSRR           | 2     | 0      | 0    | 2     |
| 2       | Czechosłowacja | 0     | 1      | 0    | 1     |
| 2       | Japonia        | 0     | 1      | 0    | 1     |
| 4       | Polska         | 0     | 0      | 1    | 1     |
| 4       | Norwegia       | 0     | 0      | 1    | 1     |
| Razem   | Razem          | 2     | 2      | 2    | 6     |

## Przebieg zawodów

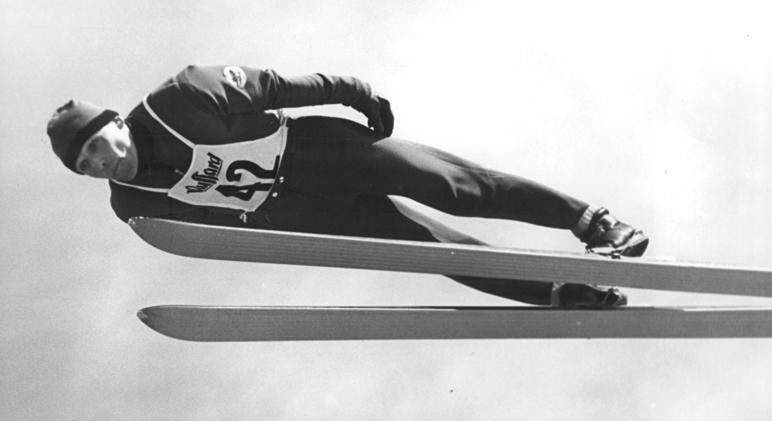
Horst Queck – jeden z faworytów do medalu MŚ zajął 30. miejsce w konkursie na skoczni normalnej po upadku w pierwszej serii konkursowej

Podczas ceremonii otwarcia mistrzostw świata w narciarstwie klasycznym w Wysokich Tatrach przysięgę w imieniu zawodników złożył reprezentant gospodarzy – Jiří Raška. Konkurs skoków na obiekcie normalnym był pierwszą konkurencją mistrzostw i rozpoczął się serią próbną 14 lutego 1970 o godz. 13:00, czyli godzinę po początku uroczystości otwarcia. 
Do konkursu zgłoszonych zostało 67 zawodników, spośród których ostatecznie skoki oddało 66. Dwunastu zawodnikom udało się w pierwszej serii konkursowej osiągnąć odległość przynajmniej 80-metrową. Pierwszym, który przekroczył 80 metrów, był Lars Grini (81 m). Najdłuższy rezultat osiągnął natomiast Yukio Kasaya, który skoczył 84,5 metra. W łącznej klasyfikacji przegrał jednak z Władimirem Biełousowem, który uzyskał co prawda odległość o trzy metry gorszą, jednak otrzymał wyższe noty sędziowskie za styl. Trzecią pozycję na półmetku zawodów, za Biełousowem i Kasayą, zajmował Karl-Erik Johansson, który skoczył 84 metry. W pierwszej serii swojego skoku nie ustał jeden z faworytów do zdobycia medalu – Horst Queck, który uzyskał 80,5 metra, jednak obniżone noty sędziowskie siedmio- i dziesięciopunktowe pozbawiły go szans na walkę o podium.
W drugiej serii barierę 80 metrów osiągnęło lub przekroczyło sześciu skoczków. Najdalej lądował Garij Napałkow – na 84. metrze. Dzięki temu reprezentant ZSRR, który po pierwszej rundzie plasował się na 10. miejscu, awansował na miejsce pierwsze, zdobywając tym samym złoty medal i tytuł mistrza świata. Kolejne pod względem długości skoki uzyskali: Josef Matouš (82,5 m), Lars Grini (81,5 m), Jo Inge Bjørnebye (81 m), Horst Queck (81 m) i Josef Zehnder (80 m). Drugi po pierwszej serii Yukio Kasaya uzyskał w rundzie finałowej 79 metrów, co pozwoliło mu wyprzedzić Władimira Biełousowa, ale nie wystarczyło do pokonania Garija Napałkowa. W efekcie Japończyk zajął drugie miejsce i zdobył srebrny medal wraz z tytułem wicemistrza świata. Brązowy medal wywalczył natomiast siódmy po pierwszej serii Lars Grini.
Drugi konkurs indywidualny rozegrano 21 lutego 1970 na dużej skoczni, której punkt konstrukcyjny zlokalizowany był na 90. metrze. W zawodach wystartowało 68 zawodników. W pierwszej serii granicę punktu konstrukcyjnego osiągnęło dziewiętnastu zawodników. Pierwszym, który tego dokonał, był startujący z drugim numerem startowym Jürgen Dommerich (91 m). Najdłuższe skoki serii, po 95 metrów, oddali Ernst Kröll z Austrii i Karl-Erik Johansson ze Szwecji. Za swoje próby uzyskali jednak niższe oceny sędziowskie niż Tadeusz Pawlusiak i Karel Kodejška. Pawlusiak osiągnął 94,5 metra i na półmetku rywalizacji prowadził w zawodach. Tuż za nim sklasyfikowany był Kodejška po skoku na 93 metry. Mistrz świata z mniejszego obiektu, Garij Napałkow, po pierwszej rundzie sklasyfikowany był na 13. miejscu po skoku na 91 metrów.
Przed rozpoczęciem drugiej serii skoków jury zdecydowało się podwyższyć rozbieg, z którego startowali zawodnicy. Bezpośrednio przełożyło się to na osiągane przez skoczków odległości – 51 z nich uzyskało przynajmniej 90, a 13 przynajmniej 100 metrów. Najdłuższe próby oddali Garij Napałkow i Ingolf Mork – obaj uzyskali po 109,5 metra, przy czym Norweg nie ustał swojego skoku. Wynik Napałkowa stał się nowym rekordem skoczni MS 1970 A i pozwolił mu na awans z trzynastego na pierwsze miejsce. Kolejne pod względem długości skoki osiągnęli Heinz Schmidt (104 m) i Hans Schmid (102 m). Srebrny medal w zawodach zdobył Jiří Raška po skoku na 99 metrów, a brązowy – Stanisław Gąsienica-Daniel, który uzyskał 100,5 metra w serii finałowej. Prowadzący po pierwszej części zawodów Tadeusz Pawlusiak w serii finałowej osiągnął 100,5 metra i gdyby pewnie wylądował, wystarczyłoby to na zdobycie srebrnego medalu. Tuż po lądowaniu zaliczył jednak upadek po zakrawędziowaniu jednej z nart. Spowodowało to spadek Polaka na 34. miejsce w łącznej klasyfikacji.
Konkursy w skokach narciarskich zgromadziły na trybunach ok. 140 000 kibiców.
Biorąc pod uwagę wyłącznie starty w mistrzostwach świata w narciarstwie klasycznym, tzn. bez uwzględniania wyników olimpijskich na zasadzie „podwójnego mistrzostwa”, Napałkow został pierwszym w historii mistrzem świata w skokach narciarskich, który startował w barwach ZSRR. Jednocześnie został drugim zawodnikiem, po Bjørnie Wirkoli, który wygrał oba konkursy w trakcie jednych mistrzostw świata. Medal zdobyty przez Jiříego Raškę był pierwszym od 1933 medalem mistrzostw świata dla skoczka z Czechosłowacji (po srebrze Rudolfa Burkerta zdobytym w Innsbrucku), a medal Stanisława Gąsienicy-Daniela – pierwszym od 1962 dla skoczka z Polski (po srebrze Antoniego Łaciaka zdobytym w Zakopanem).

### Konkurencja pokazowa – konkurs drużynowy
W ostatnim dniu trwania mistrzostw świata w Wysokich Tatrach, 22 lutego 1970 przeprowadzony został konkurs drużynowy, w którym wzięło udział 18 zespołów. Rywalizacja drużynowa nie została jednak wprowadzona do oficjalnego kalendarza mistrzostw, miała jedynie charakter konkurencji pokazowej. Konkurs wygrali reprezentanci Czechosłowacji, na drugim miejscu sklasyfikowano skoczków z NRD, na trzecim – z ZSRR, na czwartym – z Japonii, na piątym – z Polski, a na szóstym – z Norwegii.

## Wyniki

### Konkurs indywidualny na skoczni K-70 (14.02.1970)
| Miejsce | Nr startowy | Zawodnik                   | Państwo           | Seria 1 | Seria 1 | Seria 2 | Seria 2 | Nota łączna |
| Miejsce | Nr startowy | Zawodnik                   | Państwo           | Skok    | Nota    | Skok    | Nota    | Nota łączna |
| ------- | ----------- | -------------------------- | ----------------- | ------- | ------- | ------- | ------- | ----------- |
| 1.      | 39          | Garij Napałkow             | Związek Radziecki | 78,5    | 115,4   | 84,0    | 125,2   | 240,6       |
| 2.      | 51          | Yukio Kasaya               | Japonia           | 84,5    | 122,0   | 79,0    | 115,7   | 237,7       |
| 3.      | 5           | Lars Grini                 | Norwegia          | 81,0    | 118,4   | 81,5    | 116,2   | 234,6       |
| 4.      | 35          | Rudolf Höhnl               | Czechosłowacja    | 81,5    | 118,7   | 79,0    | 114,7   | 233,4       |
| 5.      | 55          | Karl-Erik Johansson        | Szwecja           | 84,0    | 120,2   | 79,0    | 112,2   | 232,4       |
| 6.      | 65          | Władimir Biełousow         | Związek Radziecki | 81,5    | 122,2   | 75,5    | 109,6   | 231,8       |
| 7.      | 28          | Seiji Aochi                | Japonia           | 81,0    | 117,9   | 79,0    | 113,7   | 231,6       |
| 8.      | 64          | Jiří Raška                 | Czechosłowacja    | 78,5    | 115,9   | 78,5    | 114,9   | 230,8       |
| 9.      | 41          | Ingolf Mork                | Norwegia          | 82,0    | 119,5   | 76,5    | 110,7   | 230,2       |
| 10.     | 46          | Josef Zehnder              | Szwajcaria        | 79,5    | 114,5   | 80,0    | 115,3   | 229,8       |
| 11.     | 22          | Jo Inge Bjørnebye          | Norwegia          | 78,0    | 113,1   | 81,0    | 116,4   | 229,5       |
| 12.     | 45          | Tadeusz Pawlusiak          | Polska            | 82,5    | 118,8   | 77,5    | 108,3   | 227,1       |
| 13.     | 59          | Bjørn Wirkola              | Norwegia          | 77,0    | 111,0   | 78,5    | 114,4   | 225,4       |
| 14.     | 43          | Tauno Käyhkö               | Finlandia         | 77,0    | 109,5   | 79,0    | 113,2   | 222,7       |
| 15.     | 34          | Takashi Fujisawa           | Japonia           | 76,0    | 111,4   | 76,0    | 110,4   | 221,8       |
| 16.     | 56          | Hans Schmid                | Szwajcaria        | 80,0    | 111,3   | 77,0    | 107,0   | 218,3       |
| 17.     | 32          | Ernst Kröll                | Austria           | 80,5    | 113,6   | 75,0    | 102,8   | 216,4       |
| 18.     | 25          | Jürgen Dommerich           | Niemcy Wschodnie  | 78,5    | 111,9   | 75,0    | 104,3   | 216,2       |
| 19.     | 67          | Ludvik Zajc                | Jugosławia        | 79,0    | 110,2   | 75,0    | 105,3   | 215,5       |
| 20.     | 8           | Karel Kodejška             | Czechosłowacja    | 75,5    | 108,6   | 75,0    | 106,3   | 214,9       |
| 20.     | 44          | Rainer Schmidt             | Niemcy Wschodnie  | 77,0    | 108,0   | 76,0    | 106,9   | 214,9       |
| 22.     | 4           | Koba Cakadze               | Związek Radziecki | 75,5    | 105,6   | 76,0    | 108,4   | 214,0       |
| 23.     | 19          | Eilert Mähler              | Szwecja           | 74,5    | 104,0   | 77,5    | 109,8   | 213,8       |
| 24.     | 60          | Greg Swor                  | Stany Zjednoczone | 77,5    | 107,3   | 76,0    | 106,4   | 213,7       |
| 25.     | 38          | Adrian Watt                | Stany Zjednoczone | 77,0    | 106,0   | 78,0    | 107,6   | 213,6       |
| 26.     | 57          | Gilbert Poirot             | Francja           | 76,5    | 107,7   | 76,0    | 104,9   | 212,6       |
| 27.     | 50          | Heinz Ihle                 | Niemcy Zachodnie  | 80,5    | 111,6   | 76,0    | 100,9   | 212,5       |
| 28.     | 7           | Walter Steiner             | Szwajcaria        | 78,0    | 108,6   | 75,0    | 103,8   | 212,4       |
| 29.     | 36          | Sepp Lichtenegger          | Austria           | 75,5    | 105,6   | 77,0    | 106,0   | 211,6       |
| 30.     | 54          | Horst Queck                | Niemcy Wschodnie  | 80,5    | 92,6    | 81,0    | 118,4   | 211,0       |
| 31.     | 9           | Bernd Willomitzer          | Niemcy Wschodnie  | 74,5    | 102,0   | 78,0    | 108,6   | 210,6       |
| 32.     | 21          | Raimo Ekholm               | Finlandia         | 74,0    | 105,2   | 75,0    | 105,3   | 210,5       |
| 33.     | 66          | Stanisław Gąsienica-Daniel | Polska            | 76,0    | 102,4   | 77,0    | 107,5   | 209,9       |
| 34.     | 30          | Aleksandr Iwannikow        | Związek Radziecki | 77,5    | 112,3   | 71,0    | 97,4    | 209,7       |
| 35.     | 27          | Bill Bakke                 | Stany Zjednoczone | 77,0    | 108,0   | 74,0    | 101,2   | 209,2       |
| 36.     | 17          | Peter Štefančič            | Jugosławia        | 75,5    | 103,6   | 77,0    | 105,5   | 209,1       |
| 37.     | 15          | Reinhold Bachler           | Austria           | 77,5    | 107,8   | 74,0    | 101,2   | 209,0       |
| 38.     | 58          | Topi Mattila               | Finlandia         | 74,5    | 105,0   | 73,0    | 102,1   | 207,1       |
| 39.     | 23          | Józef Przybyła             | Polska            | 74,0    | 103,7   | 73,0    | 100,6   | 204,3       |
| 40.     | 6           | Hisayothi Sawada           | Japonia           | 73,0    | 103,1   | 72,0    | 100,0   | 203,1       |
| 41.     | 11          | Adam Krzysztofiak          | Polska            | 73,5    | 100,4   | 75,5    | 102,6   | 203,0       |
| 42.     | 18          | Günther Göllner            | Niemcy Zachodnie  | 75,0    | 101,8   | 75,0    | 100,8   | 202,6       |
| 43.     | 61          | Mihály Gellér              | Węgry             | 75,0    | 103,8   | 73,0    | 98,1    | 201,9       |
| 44.     | 14          | Jerry Martin               | Stany Zjednoczone | 72,0    | 99,5    | 73,0    | 101,1   | 200,6       |
| 45.     | 31          | Max Golser                 | Austria           | 75,0    | 104,3   | 72,0    | 96,0    | 200,3       |
| 46.     | 13          | Tommy Karlsson             | Szwecja           | 73,0    | 98,6    | 73,5    | 100,4   | 199,0       |
| 47.     | 48          | Lars Ström                 | Szwecja           | 76,0    | 103,4   | 72,0    | 95,0    | 198,4       |
| 48.     | 24          | Josef Matouš               | Czechosłowacja    | 77,5    | 106,8   | 82,5    | 89,8    | 196,6       |
| 49.     | 16          | Richard Pfiffner           | Szwajcaria        | 72,5    | 96,8    | 75,5    | 97,9    | 194,1       |
| 50.     | 49          | Sepp Schwinghammer         | Niemcy Zachodnie  | 72,0    | 93,5    | 75,5    | 100,6   | 194,1       |
| 51.     | 20          | Mario Cecon                | Włochy            | 72,0    | 97,0    | 72,0    | 97,0    | 194,0       |
| 52.     | 62          | Giacomo Aimoni             | Włochy            | 74,5    | 101,0   | 70,0    | 92,8    | 193,8       |
| 52.     | 32          | Albino Bazzana             | Włochy            | 73,0    | 95,1    | 74,0    | 98,7    | 193,8       |
| 54.     | 12          | Alfred Grosche             | Niemcy Zachodnie  | 77,0    | 103,5   | 71,0    | 88,9    | 192,4       |
| 55.     | 26          | Maurice Arbez              | Francja           | 73,0    | 96,1    | 72,0    | 94,5    | 190,6       |
| 56.     | 42          | Janez Jurman               | Jugosławia        | 73,0    | 96,1    | 69,5    | 91,0    | 187,1       |
| 57.     | 2           | Esko Rautionaho            | Finlandia         | 71,0    | 92,4    | 68,5    | 89,4    | 181,8       |
| 58.     | 53          | Patrick Morris             | Kanada            | 73,5    | 96,4    | 70,0    | 84,8    | 181,2       |
| 59.     | 29          | John McInnes               | Kanada            | 70,0    | 90,8    | 68,5    | 87,4    | 178,2       |
| 60.     | 10          | Branko Dolhar              | Jugosławia        | 68,0    | 84,6    | 72,0    | 93,5    | 178,1       |
| 61.     | 33          | Gyula Molnár               | Węgry             | 71,0    | 89,9    | 70,0    | 87,8    | 177,7       |
| 62.     | 37          | Ulf Kvendbo                | Kanada            | 69,5    | 88,5    | 67,5    | 84,3    | 172,8       |
| 63.     | 40          | Anghel Biris               | Rumunia           | 63,5    | 75,9    | 61,0    | 72,4    | 148,3       |
| 64.     | 63          | Dumitru Lupu               | Rumunia           | 63,5    | 75,4    | 60,5    | 70,6    | 146,0       |
| 65.     | 3           | Zdenek Mezl                | Kanada            | 65,5    | 77,6    | 63,0    | 67,6    | 145,2       |
| 66.     | 1           | James Yerly                | Francja           | 60,0    | 68,8    | 60,5    | 70,1    | 138,9       |
| –       | 47          | Alain Macle                | Francja           | DNS     | DNS     | DNS     | DNS     | DNS         |

### Konkurs indywidualny na skoczni K-90 (21.02.1970)
| Miejsce | Nr startowy | Zawodnik                   | Państwo           | Seria 1 | Seria 1 | Seria 2 | Seria 2 | Nota łączna |
| Miejsce | Nr startowy | Zawodnik                   | Państwo           | Skok    | Nota    | Skok    | Nota    | Nota łączna |
| ------- | ----------- | -------------------------- | ----------------- | ------- | ------- | ------- | ------- | ----------- |
| 1.      | 52          | Garij Napałkow             | Związek Radziecki | 91,0    | 98,3    | 109,5   | 127,7   | 226,0       |
| 2.      | 53          | Jiří Raška                 | Czechosłowacja    | 91,0    | 99,8    | 99,0    | 112,5   | 212,3       |
| 3.      | 37          | Stanisław Gąsienica-Daniel | Polska            | 92,0    | 99,7    | 100,5   | 112,1   | 211,8       |
| 4.      | 68          | Tauno Käyhkö               | Finlandia         | 93,5    | 100,3   | 101,0   | 109,3   | 209,6       |
| 4.      | 39          | Ernst Kröll                | Austria           | 95,0    | 100,9   | 99,5    | 108,7   | 209,6       |
| 6.      | 60          | Takashi Fujisawa           | Japonia           | 89,5    | 99,7    | 99,0    | 108,0   | 207,7       |
| 7.      | 28          | Jo Inge Bjørnebye          | Norwegia          | 94,0    | 100,5   | 100,0   | 106,9   | 207,4       |
| 8.      | 24          | Karel Kodejška             | Czechosłowacja    | 93,0    | 101,6   | 95,0    | 103,9   | 205,5       |
| 9.      | 56          | Reinhold Bachler           | Austria           | 93,5    | 98,8    | 98,0    | 106,6   | 205,4       |
| 10.     | 61          | Hans Schmid                | Szwajcaria        | 93,0    | 94,6    | 102,0   | 110,7   | 205,3       |
| 11.     | 41          | Lars Grini                 | Norwegia          | 85,0    | 90,4    | 100,0   | 113,9   | 204,3       |
| 12.     | 32          | Anatolij Żegłanow          | Związek Radziecki | 89,0    | 95,5    | 97,0    | 108,7   | 204,2       |
| 13.     | 14          | Josef Matouš               | Czechosłowacja    | 94,0    | 96,5    | 100,0   | 107,4   | 203,9       |
| 14.     | 30          | Josef Zehnder              | Szwajcaria        | 90,5    | 95,6    | 99,0    | 107,5   | 203,1       |
| 15.     | 8           | Raimo Ekholm               | Finlandia         | 89,5    | 92,2    | 98,5    | 109,3   | 201,5       |
| 15.     | 67          | Ludvik Zajc                | Jugosławia        | 90,0    | 94,9    | 98,0    | 106,6   | 201,5       |
| 17.     | 59          | Horst Queck                | Niemcy Wschodnie  | 91,0    | 99,8    | 97,0    | 101,2   | 201,0       |
| 18.     | 42          | Władimir Biełousow         | Związek Radziecki | 90,0    | 98,4    | 93,0    | 102,1   | 200,5       |
| 19.     | 2           | Jürgen Dommerich           | Niemcy Wschodnie  | 91,0    | 88,8    | 100,0   | 111,4   | 200,2       |
| 20.     | 48          | Rudolf Höhnl               | Czechosłowacja    | 85,5    | 89,1    | 99,0    | 111,0   | 200,1       |
| 20.     | 66          | Karl-Erik Johansson        | Szwecja           | 95,0    | 101,4   | 97,0    | 98,7    | 200,1       |
| 22.     | 11          | Koba Cakadze               | Związek Radziecki | 90,0    | 94,4    | 98,0    | 105,1   | 199,5       |
| 23.     | 36          | Walter Steiner             | Szwajcaria        | 88,0    | 90,6    | 99,5    | 108,7   | 199,3       |
| 24.     | 51          | Heinz Schmidt              | Niemcy Wschodnie  | 82,5    | 83,4    | 104,0   | 115,5   | 198,9       |
| 25.     | 65          | Ingolf Mork                | Norwegia          | 89,0    | 95,5    | 109,5   | 99,2    | 194,7       |
| 26.     | 58          | Topi Mattila               | Finlandia         | 88,0    | 89,1    | 98,0    | 104,6   | 193,7       |
| 27.     | 3           | Greg Swor                  | Stany Zjednoczone | 85,0    | 88,4    | 94,0    | 103,5   | 191,9       |
| 28.     | 29          | Bjørn Wirkola              | Norwegia          | 84,0    | 84,5    | 98,5    | 107,3   | 191,8       |
| 29.     | 34          | Rainer Schmidt             | Niemcy Wschodnie  | 86,5    | 90,5    | 93,0    | 99,6    | 190,1       |
| 29.     | 64          | Heinz Ihle                 | Niemcy Zachodnie  | 85,5    | 85,1    | 99,0    | 105,0   | 190,1       |
| 31.     | 23          | Tommy Karlsson             | Szwecja           | 88,0    | 84,6    | 97,0    | 105,2   | 189,8       |
| 32.     | 35          | Yukio Kasaya               | Japonia           | 79,0    | 75,0    | 100,0   | 113,4   | 188,4       |
| 33.     | 50          | Esko Rautionaho            | Finlandia         | 86,0    | 83,3    | 99,5    | 103,7   | 187,0       |
| 34.     | 55          | Tadeusz Pawlusiak          | Polska            | 94,5    | 102,7   | 100,5   | 83,1    | 185,8       |
| 35.     | 26          | Mihály Gellér              | Węgry             | 90,0    | 86,9    | 95,0    | 97,4    | 184,3       |
| 36.     | 16          | Max Golser                 | Austria           | 87,0    | 87,2    | 93,5    | 96,8    | 184,0       |
| 37.     | 57          | Gilbert Poirot             | Francja           | 85,0    | 84,4    | 91,0    | 95,8    | 180,2       |
| 38.     | 38          | Albino Bazzana             | Włochy            | 86,0    | 83,8    | 92,0    | 94,7    | 178,5       |
| 39.     | 17          | Józef Przybyła             | Polska            | 86,0    | 82,8    | 90,0    | 94,9    | 177,7       |
| 40.     | 25          | Sepp Lichtenegger          | Austria           | 84,0    | 81,5    | 91,0    | 95,8    | 177,3       |
| 41.     | 63          | Giacomo Aimoni             | Włochy            | 79,0    | 76,0    | 95,0    | 100,9   | 176,9       |
| 42.     | 12          | Hisayothi Sawada           | Japonia           | 83,0    | 82,6    | 91,5    | 93,5    | 176,1       |
| 43.     | 43          | Peter Štefančič            | Jugosławia        | 80,0    | 67,4    | 100,0   | 108,4   | 175,8       |
| 44.     | 31          | Seiji Aochi                | Japonia           | 80,0    | 79,9    | 92,0    | 93,7    | 173,6       |
| 45.     | 46          | Eilert Mähler              | Szwecja           | 78,0    | 71,1    | 93,0    | 98,6    | 169,7       |
| 46.     | 1           | Richard Pfiffner           | Szwajcaria        | 81,0    | 70,8    | 93,5    | 97,3    | 168,1       |
| 47.     | 5           | Drago Pudgar               | Jugosławia        | 87,5    | 82,9    | 89,0    | 85,0    | 167,9       |
| 48.     | 6           | Jerry Martin               | Stany Zjednoczone | 82,5    | 79,9    | 87,0    | 87,2    | 167,1       |
| 49.     | 4           | Lars Ström                 | Szwecja           | 82,0    | 68,2    | 94,0    | 97,0    | 165,2       |
| 50.     | 27          | Günther Göllner            | Niemcy Zachodnie  | 86,0    | 84,8    | 82,0    | 75,7    | 160,5       |
| 51.     | 40          | László Gellér              | Węgry             | 81,0    | 69,3    | 92,0    | 90,2    | 159,5       |
| 52.     | 54          | Gyula Molnár               | Węgry             | 77,0    | 63,2    | 93,5    | 95,3    | 158,5       |
| 53.     | 19          | Adrian Watt                | Stany Zjednoczone | 78,0    | 68,1    | 88,5    | 89,3    | 157,4       |
| 54.     | 45          | Bill Bakke                 | Stany Zjednoczone | 73,5    | 59,3    | 91,5    | 96,0    | 155,3       |
| 55.     | 62          | Ulf Kvendbo                | Kanada            | 76,5    | 67,5    | 87,0    | 84,2    | 151,7       |
| 56.     | 47          | Alfred Grosche             | Niemcy Zachodnie  | 72,0    | 55,2    | 93,5    | 94,3    | 149,5       |
| 57.     | 15          | Józef Kocyan               | Polska            | 79,0    | 70,5    | 85,0    | 75,9    | 146,4       |
| 58.     | 18          | Mario Cecon                | Włochy            | 77,5    | 67,4    | 85,0    | 78,4    | 145,8       |
| 59.     | 21          | Marjan Mesec               | Jugosławia        | 82,0    | 73,2    | 81,5    | 71,0    | 144,2       |
| 60.     | 33          | John McInnes               | Kanada            | 77,0    | 65,7    | 76,0    | 65,8    | 131,5       |
| 61.     | 9           | Anghel Biris               | Rumunia           | 72,5    | 58,4    | 85,0    | 72,4    | 130,8       |
| 62.     | 7           | Yvan Richard               | Francja           | 73,0    | 55,6    | 80,0    | 66,9    | 122,5       |
| 63.     | 49          | Patrick Morris             | Kanada            | 76,0    | 63,8    | 74,0    | 58,0    | 121,8       |
| 64.     | 13          | Sepp Schwinghammer         | Niemcy Zachodnie  | 68,5    | 44,3    | 81,0    | 71,3    | 115,6       |
| 65.     | 20          | Jacques Gaillard           | Francja           | 72,0    | 55,7    | 73,5    | 57,8    | 113,5       |
| 66.     | 44          | Maurice Arbez              | Francja           | 71,5    | 55,5    | 71,5    | 52,5    | 108,0       |
| 67.     | 22          | Dumitru Lupu               | Rumunia           | 73,0    | 55,6    | 71,5    | 49,5    | 105,1       |
| 68.     | 10          | Zdenek Mezl                | Kanada            | 69,0    | 42,0    | 80,0    | 62,4    | 104,4       |

## Składy reprezentacji
W konkursach skoków narciarskich wzięli udział zawodnicy z 18 spośród 25 krajów uczestniczących w mistrzostwach świata w narciarstwie klasycznym w Wysokich Tatrach. W poniższej tabeli przedstawiono składy wszystkich reprezentacji, które wystartowały w konkursach skoków w Szczyrbskim Jeziorze wraz z miejscami zajętymi przez poszczególnych skoczków. W przypadku, gdy zawodnik startował w Mistrzostwach Świata w Narciarstwie Klasycznym 1966 lub Zimowych Igrzyskach Olimpijskich 1968, podane zostały osiągnięte przez niego pozycje w tych zawodach.
| Zawodnik                   | Data urodzenia       | Miejsca na MŚ 1966 | Miejsca na MŚ 1966 | Miejsca na ZIO 1968 | Miejsca na ZIO 1968 | Miejsca na MŚ 1970 | Miejsca na MŚ 1970 | Źródło  |
| Zawodnik                   | Data urodzenia       | skocznia normalna  | skocznia duża      | skocznia normalna   | skocznia duża       | skocznia normalna  | skocznia duża      | Źródło  |
| -------------------------- | -------------------- | ------------------ | ------------------ | ------------------- | ------------------- | ------------------ | ------------------ | ------- |
| Austria (4)                |                      |                    |                    |                     |                     |                    |                    |         |
| Reinhold Bachler           | 26 grudnia 1944      | 12                 | 19                 | 2                   | 6                   | 37                 | 9                  | [ 40 ]  |
| Max Golser                 | 4 maja 1940          | 19                 | 21                 | 36                  | 22                  | 45                 | 36                 | [ 41 ]  |
| Ernst Kröll                | 8 listopada 1948     | –                  | –                  | –                   | –                   | 17                 | 4                  | [ 42 ]  |
| Sepp Lichtenegger          | 13 listopada 1937    | 37                 | 24                 | 29                  | 28                  | 29                 | 40                 | [ 43 ]  |
| Czechosłowacja (4)         |                      |                    |                    |                     |                     |                    |                    |         |
| Rudolf Höhnl               | 21 kwietnia 1946     | –                  | 40                 | –                   | 12                  | 4                  | 20                 | [ 44 ]  |
| Karel Kodejška             | 20 marca 1947        | –                  | –                  | –                   | –                   | 20                 | 8                  | [ 45 ]  |
| Josef Matouš               | 6 stycznia 1942      | 12                 | 41                 | –                   | –                   | 48                 | 13                 | [ 46 ]  |
| Jiří Raška                 | 4 lutego 1941        | 4                  | 4                  | 1                   | 2                   | 8                  | 2                  | [ 47 ]  |
| Finlandia (4)              |                      |                    |                    |                     |                     |                    |                    |         |
| Raimo Ekholm               | 31 lipca 1946        | –                  | –                  | –                   | –                   | 32                 | 15                 | [ 48 ]  |
| Tauno Käyhkö               | 6 maja 1950          | –                  | –                  | –                   | –                   | 14                 | 4                  | [ 49 ]  |
| Topi Mattila               | 29 marca 1946        | 25                 | 31                 | 5                   | 49                  | 38                 | 29                 | [ 50 ]  |
| Esko Rautionaho            | 23 września 1950     | –                  | –                  | –                   | –                   | 57                 | 33                 | [ 51 ]  |
| Francja (6)                |                      |                    |                    |                     |                     |                    |                    |         |
| Maurice Arbez              | 22 września 1944     | 55                 | 59                 | 41                  | 50                  | 55                 | 66                 | [ 52 ]  |
| Jacques Gaillard           | 16 sierpnia 1950     | –                  | –                  | –                   | –                   | –                  | 65                 | [ 53 ]  |
| Alain Macle                | 18 kwietnia 1944     | 47                 | 57                 | 18                  | 17                  | DNS                | –                  | [ 54 ]  |
| Gilbert Poirot             | 21 września 1944     | 50                 | 32                 | 10                  | 10                  | 26                 | 37                 | [ 55 ]  |
| Yvan Richard               | 11 grudnia 1950      | –                  | –                  | –                   | –                   | –                  | 62                 | [ 56 ]  |
| James Yerly                | 19 listopada 1949    | –                  | –                  | –                   | –                   | 66                 | –                  | [ 57 ]  |
| Japonia (4)                |                      |                    |                    |                     |                     |                    |                    |         |
| Seiji Aochi                | 21 czerwca 1942      | –                  | –                  | –                   | 26                  | 7                  | 44                 | [ 58 ]  |
| Takashi Fujisawa           | 7 lutego 1943        | 16                 | 2                  | 26                  | 18                  | 15                 | 6                  | [ 59 ]  |
| Yukio Kasaya               | 17 sierpnia 1943     | 17                 | 28                 | 23                  | 20                  | 2                  | 32                 | [ 60 ]  |
| Hisayothi Sawada           | 2 grudnia 1947       | 51                 | 36                 | –                   | –                   | 40                 | 42                 | [ 61 ]  |
| Jugosławia (6)             |                      |                    |                    |                     |                     |                    |                    |         |
| Branko Dolhar              | 2 lutego 1949        | –                  | –                  | –                   | –                   | 60                 | –                  | [ 62 ]  |
| Janez Jurman               | 10 czerwca 1946      | –                  | –                  | –                   | –                   | 56                 | –                  | [ 63 ]  |
| Marjan Mesec               | 14 sierpnia 1947     | –                  | –                  | 38                  | –                   | –                  | 59                 | [ 64 ]  |
| Drago Pudgar               | 27 września 1949     | –                  | –                  | –                   | –                   | –                  | 47                 | [ 65 ]  |
| Peter Štefančič            | 3 marca 1947         | –                  | –                  | –                   | 38                  | 36                 | 43                 | [ 66 ]  |
| Ludvik Zajc                | 21 stycznia 1943     | 40                 | 42                 | 14                  | 9                   | 19                 | 15                 | [ 67 ]  |
| Kanada (4)                 |                      |                    |                    |                     |                     |                    |                    |         |
| Ulf Kvendbo                | 11 kwietnia 1948     | 61                 | 56                 | 53                  | 55                  | 62                 | 55                 | [ 68 ]  |
| John McInnes               | 7 lipca 1939         | 56                 | 47                 | 55                  | 57                  | 59                 | 60                 | [ 69 ]  |
| Zdenek Mezl                | 13 lipca 1948        | –                  | –                  | –                   | –                   | 65                 | 68                 | [ 70 ]  |
| Patrick Morris             | b.d.                 | –                  | –                  | –                   | –                   | 58                 | 63                 | [ 71 ]  |
| Niemcy Wschodnie (5)       |                      |                    |                    |                     |                     |                    |                    |         |
| Jürgen Dommerich           | 6 listopada 1948     | –                  | –                  | –                   | –                   | 18                 | 19                 | [ 72 ]  |
| Horst Queck                | 5 października 1943  | 7                  | 44                 | –                   | –                   | 30                 | 17                 | [ 73 ]  |
| Heinz Schmidt              | b.d.                 | –                  | –                  | –                   | –                   | –                  | 24                 | [ 74 ]  |
| Rainer Schmidt             | 1 sierpnia 1948      | –                  | –                  | –                   | –                   | 20                 | 28                 | [ 75 ]  |
| Bernd Willomitzer          | 1949                 | –                  | –                  | –                   | –                   | 31                 | –                  | [ 76 ]  |
| Niemcy Zachodnie (4)       |                      |                    |                    |                     |                     |                    |                    |         |
| Günther Göllner            | 21 czerwca 1941      | 29                 | –                  | 10                  | 29                  | 42                 | 50                 | [ 77 ]  |
| Alfred Grosche             | 20 stycznia 1950     | –                  | –                  | –                   | –                   | 54                 | 56                 | [ 78 ]  |
| Heinz Ihle                 | 24 kwietnia 1941     | –                  | –                  | 22                  | 46                  | 27                 | 29                 | [ 79 ]  |
| Sepp Schwinghammer         | 21 września 1950     | –                  | –                  | –                   | –                   | 50                 | 64                 | [ 80 ]  |
| Norwegia (4)               |                      |                    |                    |                     |                     |                    |                    |         |
| Jo Inge Bjørnebye          | 31 października 1946 | –                  | –                  | 31                  | –                   | 11                 | 7                  | [ 81 ]  |
| Lars Grini                 | 29 czerwca 1944      | –                  | –                  | 13                  | 3                   | 3                  | 11                 | [ 82 ]  |
| Ingolf Mork                | 4 czerwca 1947       | –                  | –                  | –                   | –                   | 9                  | 25                 | [ 83 ]  |
| Bjørn Wirkola              | 4 sierpnia 1943      | 1                  | 1                  | 4                   | 23                  | 13                 | 27                 | [ 84 ]  |
| Polska (6)                 |                      |                    |                    |                     |                     |                    |                    |         |
| Jan Bieniek                | 1947                 | –                  | –                  | –                   | –                   | –                  | –                  | [ 86 ]  |
| Stanisław Gąsienica-Daniel | 6 marca 1951         | –                  | –                  | –                   | –                   | 33                 | 3                  | [ 87 ]  |
| Józef Kocyan               | 14 lutego 1946       | 37                 | –                  | 35                  | 45                  | –                  | 57                 | [ 88 ]  |
| Adam Krzysztofiak          | 21 stycznia 1951     | –                  | –                  | –                   | –                   | 41                 | –                  | [ 89 ]  |
| Tadeusz Pawlusiak          | 9 sierpnia 1946      | –                  | –                  | –                   | –                   | 12                 | 34                 | [ 90 ]  |
| Józef Przybyła             | 29 stycznia 1945     | 13                 | 30                 | 27                  | 14                  | 39                 | 34                 | [ 91 ]  |
| Rumunia (2)                |                      |                    |                    |                     |                     |                    |                    |         |
| Anghel Biris               | b.d.                 | –                  | –                  | –                   | –                   | 63                 | 61                 | [ 92 ]  |
| Dumitru Lupu               | b.d.                 | –                  | –                  | –                   | –                   | 64                 | 67                 | [ 93 ]  |
| Stany Zjednoczone (4)      |                      |                    |                    |                     |                     |                    |                    |         |
| Bill Bakke                 | 20 listopada 1946    | –                  | –                  | 40                  | 34                  | 35                 | 54                 | [ 94 ]  |
| Jerry Martin               | 18 sierpnia 1950     | –                  | –                  | –                   | –                   | 44                 | 48                 | [ 95 ]  |
| Greg Swor                  | 19 kwietnia 1951     | –                  | –                  | –                   | –                   | 24                 | 26                 | [ 96 ]  |
| Adrian Watt                | 29 grudnia 1947      | –                  | –                  | 44                  | –                   | 25                 | 53                 | [ 97 ]  |
| Szwajcaria (4)             |                      |                    |                    |                     |                     |                    |                    |         |
| Richard Pfiffner           | b.d.                 | 57                 | 46                 | –                   | –                   | 49                 | 46                 | [ 98 ]  |
| Hans Schmid                | 24 czerwca 1948      | –                  | –                  | –                   | –                   | 16                 | 10                 | [ 99 ]  |
| Walter Steiner             | 15 lutego 1951       | –                  | –                  | –                   | –                   | 28                 | 23                 | [ 100 ] |
| Josef Zehnder              | 25 marca 1944        | 34                 | 27                 | 52                  | 47                  | 10                 | 14                 | [ 101 ] |
| Szwecja (4)                |                      |                    |                    |                     |                     |                    |                    |         |
| Karl-Erik Johansson        | b.d.                 | –                  | –                  | –                   | –                   | 5                  | 20                 | [ 102 ] |
| Tommy Karlsson             | b.d.                 | –                  | –                  | –                   | –                   | 46                 | 31                 | [ 103 ] |
| Eilert Mähler              | 1950                 | –                  | –                  | –                   | –                   | 23                 | 45                 | [ 104 ] |
| Lars Ström                 | b.d.                 | –                  | –                  | –                   | –                   | 47                 | 49                 | [ 105 ] |
| Węgry (3)                  |                      |                    |                    |                     |                     |                    |                    |         |
| László Gellér              | 5 sierpnia 1944      | 48                 | 50                 | 34                  | 19                  | –                  | 51                 | [ 106 ] |
| Mihály Gellér              | 5 sierpnia 1947      | –                  | –                  | 58                  | 56                  | 43                 | 35                 | [ 107 ] |
| Gyula Molnár               | 1952                 | –                  | –                  | –                   | –                   | 61                 | 52                 | [ 108 ] |
| Włochy (3)                 |                      |                    |                    |                     |                     |                    |                    |         |
| Giacomo Aimoni             | 23 grudnia 1939      | 30                 | 39                 | 25                  | 16                  | 52                 | 41                 | [ 109 ] |
| Albino Bazzana             | 26 kwietnia 1942     | –                  | –                  | –                   | –                   | 52                 | 38                 | [ 110 ] |
| Mario Cecon                | b.d.                 | 49                 | 48                 | –                   | –                   | 51                 | 58                 | [ 111 ] |
| Związek Radziecki (5)      |                      |                    |                    |                     |                     |                    |                    |         |
| Władimir Biełousow         | 14 lipca 1946        | –                  | –                  | 8                   | 1                   | 6                  | 18                 | [ 112 ] |
| Koba Cakadze               | 15 czerwca 1934      | –                  | 6                  | –                   | –                   | 22                 | 22                 | [ 113 ] |
| Aleksandr Iwannikow        | 23 stycznia 1945     | 10                 | 15                 | –                   | –                   | 34                 | –                  | [ 114 ] |
| Garij Napałkow             | 27 czerwca 1948      | –                  | –                  | 14                  | 11                  | 1                  | 1                  | [ 115 ] |
| Anatolij Żegłanow          | 14 maja 1946         | –                  | –                  | 6                   | 8                   | –                  | 12                 | [ 116 ] |